# Geneva Open 1989
Il Geneva Open 1989 è stato un torneo di tennis giocato sulla terra rossa. È stata la 10ª edizione del torneo, che fa parte del Nabisco Grand Prix 1989. Si è giocato a Ginevra in Svizzera dall'11 al 18 settembre 1989.

## Campioni

### Singolare maschile
Marc Rosset ha battuto in finale  Guillermo Pérez Roldán con il punteggio di 6–4, 7–5

### Doppio maschile
Andrés Gómez /  Alberto Mancini hanno battuto in finale  Mansour Bahrami /  Guillermo Pérez Roldán con il punteggio di 6–3, 7–5